# Edward Adrian Wilson

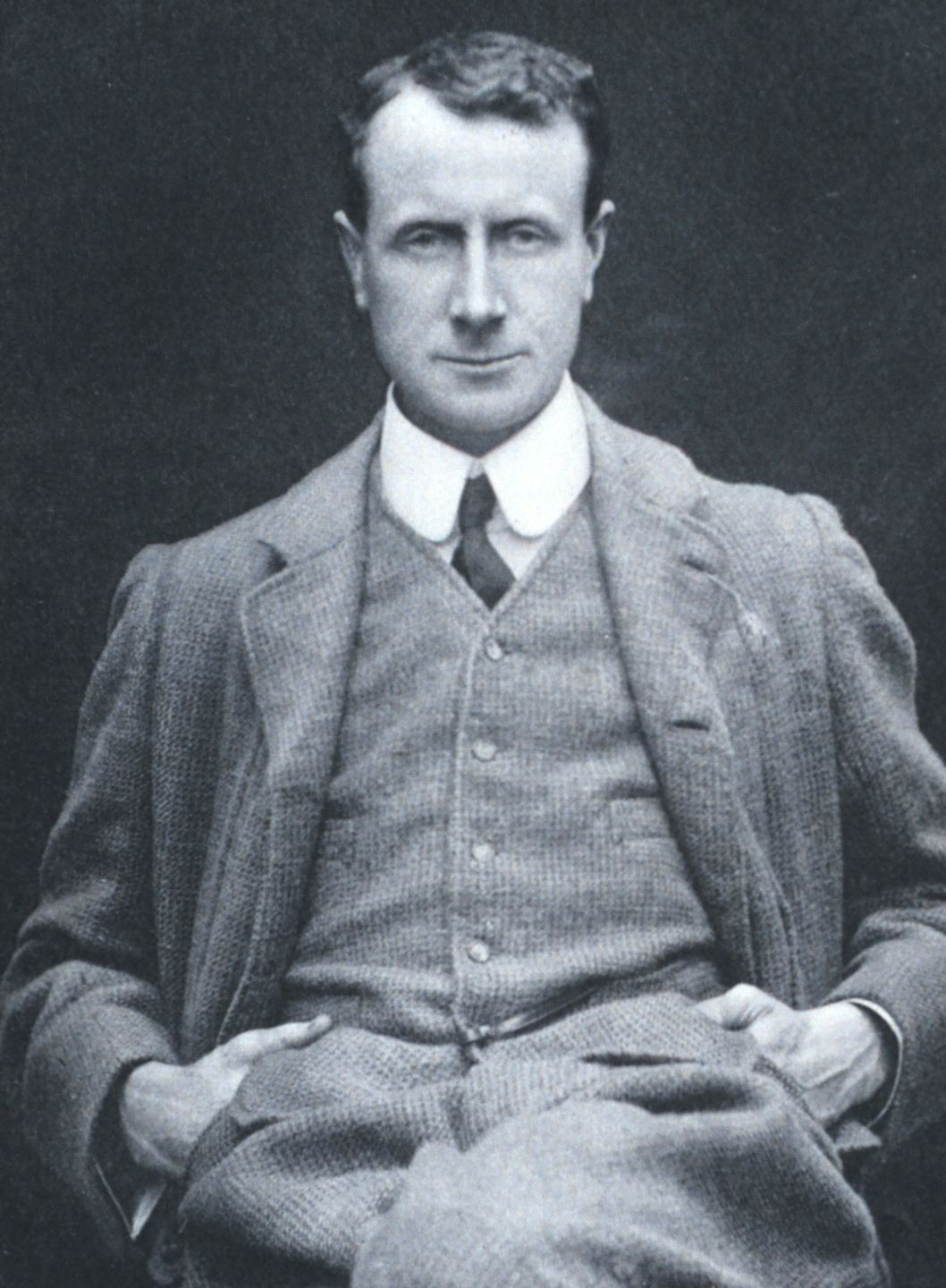
Edward A. Wilson

Edward Adrian Wilson (Cheltenham, 23 juli 1872 - Antarctica, 29 maart 1912) was een Brits poolonderzoeker, arts en ornitholoog.
Wilson kwam uit een sterk religieus milieu. Zijn jeugd bracht hij door op een boerderij nabij Gloucestershire, en hij studeerde vervolgens aan het Gonville and Caius College, een onderdeel van de Universiteit van Cambridge. Hier wordt nog steeds de vlag bewaard die Wilson meenam naar de zuidpool.

## Carrière
Wilson nam deel aan twee Britse expedities naar het Antarctische gebied. Tijdens de Discovery-expeditie onder leiding van Robert Falcon Scott die van 1901 tot 1904 duurde, was hij werkzaam als arts en zoöloog. Ernest Shackleton verzocht Wilson vervolgens ook mee te gaan met de Nimrod-expeditie van 1907, maar Wilson bedankte hiervoor. In 1910 ging hij echter wel mee met de eveneens door Scott geleide Terra Nova-expeditie, waarbij hij voor het wetenschappelijke deel verantwoordelijk was. Dit zou tevens Wilsons laatste expeditie worden; hij was een van de vijf mannen die op 18 januari 1912 de zuidpool bereikten, maar op de terugreis omkwamen in een sneeuwstorm.
Tot aan zijn dood behield de religieus ingestelde Wilson een zekere blijheid en kalmte. Hierom zochten zijn reisgenoten tijdens de beide expedities naar Antarctica vaak hun steun en troost bij hem.